# バトルオブサンライズ
『バトルオブサンライズ』は、2008年4月10日にサンライズインタラクティブより発売されたPlayStation 2専用のウォー・シミュレーションゲーム。

## 概要
本作品はサンライズ30周年記念作品と銘打ち、サンライズの歴代ロボットとキャラクターたちが登場するクロスオーバー作品となっている。

## 登場作品
- 銀河漂流バイファム
- 装甲騎兵ボトムズ
- 機甲界ガリアン
- 蒼き流星SPTレイズナー
- 機甲戦記ドラグナー
- 機動戦士ガンダム 逆襲のシャア （小説版『ベルトーチカ・チルドレン』およびCCA-MSVのHi-νガンダムとナイチンゲールも登場する他、『機動戦士Ζガンダム』および『機動戦士ガンダムΖΖ』のトーレスも登場する）
- 絶対無敵ライジンオー （オリジナルとして偽ゴッドライジンオーが敵として登場する）
- 勇者王ガオガイガー（登場作品には含まれていないが、続編『勇者王ガオガイガーFINAL』のレプリガオガイガーが敵として登場する）
- バトルオブサンライズオリジナル

## オリジナルキャラクター
- シン・ミナカタ（声：細谷佳正）
- イリーナ・オースティン（声：谷井あすか）
- イングリット・バルド（声：岡村明美）
- ライル・オースティン
- バルベー（声：てらそままさき）
- アグナー（声：種田文子）
- トマス・ギルバート（声：楠見尚己）
- アイセイン・イグナシア（声：江川大輔）